# Patinatge de velocitat als Jocs Olímpics d'hivern de 1960 - 1.000 metres femenins
Als Jocs Olímpics d'Hivern de 1960 celebrats a la ciutat de Squaw Valley (Estats Units) es disputà una prova de patinatge de velocitat sobre gel sobre una distància de 1.000 metres en categoria femenina. Aquesta fou la primera vegada que aquesta prova participà en els Jocs Olímpics. La competició se celebrà el dia 22 de febrer de 1960 a les instal·lacions de Squaw Valley.

## Comitès participants
Participaren 22 patinadors de velocitat de 10 comitès nacionals diferents.
| - Alemanya (3) - Canadà (2) - Corea del Sud (2) - Estats Units (2) - Finlàndia (2) |  | - França (1) - Japó (3) - Polònia (2) - Suècia (2) - Unió Soviètica (3) |

## Resum de medalles
| Or           | Argent      | Bronze        |
| Klara Guseva | Helga Haase | Tamara Rylova |

## Rècords
Rècords establerts anteriorment als Jocs Olímpics d'hivern de 1960.
| Rècord del món | 1:33.4 s | Tamara Rylova | Medeo (URS) | 12 de gener de 1955 |
| Rècord olímpic |          | -             |             |                     |

## Resultats
| Posició | Patinador           | Temps       |
| ------- | ------------------- | ----------- |
| 1       | Klara Guseva        | 1:34.1 (RO) |
| 2       | Helga Haase         | 1:34.3      |
| 3       | Tamara Rylova       | 1:34.8      |
| 4       | Lidiya Skoblikova   | 1:35.3      |
| 5       | Helena Pilejczyk    | 1:35.8      |
| 5       | Hatsue Takamizawa   | 1:35.8      |
| 7       | Fumie Hama          | 1:36.1      |
| 8       | Jeanne Ashworth     | 1:36.5      |
| 9       | Eevi Huttunen       | 1:37.2      |
| 10      | Iris Sihvonen       | 1:37.3      |
| 11      | Christina Scherling | 1:37.5      |
| 12      | Elsa Einarsson      | 1:38.0      |
| 13      | Doreen Ryan         | 1:38.1      |
| 14      | Françoise Lucas     | 1:38.4      |
| 15      | Jeanne Omelenchuk   | 1:39.8      |
| 16      | Yoshiko Takano      | 1:39.9      |
| 17      | Natascha Liebknecht | 1:43.5      |
| 18      | Sigrit Behrenz      | 1:43.8      |
| 19      | Margaret Robb       | 1:45.8      |
| 20      | Han Hye-Ja          | 1:48.8      |
| —       | Kim Gyeong-Hoe      | NF          |
| —       | Elwira Seroczyńska  | NF          |

RO: rècord olímpic
NF: no finalitzà